# Mózes apokalipszise
Mózes apokalipszise vagy Ádám és Éva élete ószövetségi apokrif irat.
A mű Ádám, majd Éva Édenkertben kapott kinyilatkoztatásait tartalmazza. A paradicsomi események kapcsán Évában már a feltámadás gondolata is megfogalmazódik. Ezt hirdeti a mű végén haláluk is. A mű megkülönböztetendő az Ádám apokalipszise című Nag Hammadiban előkerült írástól.

## Magyar nyelvű fordítás
- Mózes (Ádám) apokalipszise (ford. Vanyó László) IN: Apokrifek (szerk. Vanyó László), Bp., Szent István Társulat, 1980, ISBN 963-360-110-x, 145–159. o.
- http://churchofgod.hu/